# Ober-Grafendorf
Ober-Grafendorf és una localitat del districte de Sankt Pölten, a l'estat de Baixa Àustria, Àustria, amb una població estimada a principi de l'any 2018 de 4544 habitants.
Està situada al centre de l'estat, al sud del riu Danubi i a l'oest de Viena.